# Charles Møller
Charles Møller (født 2. september 1962) er professor i Enterprise Systems og Process Innovation ved Center for Industrial Production (CIP), Institut for Materialer og Produktion, Aalborg Universitet. Han forsker i sammenspillet mellem operation og informationssystemer i industri, hvor perspektiverne inkluderer teknologi, processer og management.

## Uddannelse og karriere
Charles Møller har en kandidat i elektroteknologi fra Danmarks Tekniske Universitet (DTU) (1988) og en Ph.d. i industriteknik fra Aalborg Universitet (1995).
Siden 1992 har han været direktør og ejer af iMediator.  Fra 2005 til 2006 var han ”Professor in-residence” ved San Francisco State University. Han blev professor ved Aalborg Universitet i 2007 og var fra 2011 til 2016 leder af Center for Industrial Production. På nuværende tidspunkt er han engageret i the Danish manufacturing platform: Manufacturing Academy of Denmark (MADE), hvor han primært forker i digitale forsyningskæder, Smart Factories og Value Chain Execution and Optimization. Desuden er han medforsker i det regionale program (EU) Innovation Factory North, der har til formål at gøre danske SME’s smartere.
I 2009 modtog Charles Møller prisen CONFENIS Award: CONFENIS Best Paper.

## Publikationer
Charles Møller har udgivet mere end 250 publikationer og har udgivelser i tidsskrifter som Enterprise Information Systems, Computers in Industry, Journal of Big Data, International Journal of Information Management, Business Process Management Journal, Information Systems Frontier, Journal of Enterprise Information Management, Communications of the Association for Information Systems, Production Planning and Control.